# Fra Diavolo (film, 1912)
Pour les articles homonymes, voir Fra Diavolo (homonymie) et Diavolo (homonymie).
Pour plus de détails, voir Fiche technique et Distribution.
Fra Diavolo est un court métrage muet américain réalisé par Alice Guy, sorti en 1912.
Il s'agit de la seconde adaptation au cinéma de l'œuvre de Daniel-François-Esprit Auber Fra Diavolo ou l’Hôtellerie de Terracine, opéra-comique en trois actes, sur un livret d'Eugène Scribe et Casimir Delavigne, créé à Paris le 28 janvier 1830 à l'Opéra-Comique après celle d'Albert Capellani, sortie sous le même titre deux ans plus tôt.
Il y aura plusieurs autres adaptations cinématographique de cet opéra-comique, par Mario Bonnard (1931) , par Hal Roach et Charley Rogers (1933) aux États-Unis et par Luigi Zampa en Italie.

## Fiche technique
- Titre : Fra Diavolo
- Réalisation : Alice Guy
- Scénario : Alice Guy d'après l'opéra-comique de Eugène Scribe et Casimir Delavigne (1830)
- Photographie :
- Montage :
- Producteur : Alice Guy
- Société de production : Solax Film Company
- Société de distribution :  Film Supply Company (États-Unis), J.F. Brockliss (Royaume-Uni)
- Pays de production :  États-Unis
- Langue : film muet avec les intertitres en anglais
- Métrage : 900 mètres (3 bobines)
- Format : Noir et blanc — 35 mm — 1,33:1 —  Muet
- Genre : Film dramatique
- Durée : 30 minutes
- Date de sortie :
  - États-Unis : 1er juillet 1912

## Distribution
- Billy Quirk : Fra Diavolo
- George Paxton : Lord Allcash
- Fanny Simpson : Lady Allcash
- Darwin Karr : le capitaine Lorenzo
- Blanche Cornwall : Zulima
- Lee Beggs : le chef des brigands
- Magda Foy : rôle mineur (non crédité)